# Риано
Риа̀но (на италиански: Riano) е град и община в Централна Италия, провинция Рим, регион Лацио. Разположен е на 125 m надморска височина. Населението на общината е 9902 души (към 2010 г.).